# Lærdal
Lærdal é uma comuna da Noruega, com 1 341 km² de área e 2 169 habitantes (censo de 2004).
Nesta cidade fica a Igreja de Madeira de Borgund, uma das igrejas de madeira da Noruega em melhor estado de conservação.